# KP CONNECTION
KP CONNECTION(ケイピー　コネクション）は、エフエム京都(α-STATION)で放送されている、韓国の文化、エンターテインメント情報番組の要素をまじえた音楽番組である。DJは谷口キヨコ。

## 出演者
DJ : 谷口キヨコ

コーナー出演 : HALO（2016年8月14日放送から）

## 放送時間
毎週日曜 6:00 - 7:00

### 放送時間の変遷
- 2012年4月1日 - 2013年3月31日 : 日曜18:00 - 19:00
- 2013年4月7日 - 2014年12月28日 : 日曜21:00 - 23:00
  - 2013年4月の番組改編に伴い、日曜21時台のKYOTO MUSIC SHELF（土曜20時台に移動して継続, DJ:西村愛、行貞(KYOTO MUSE)、ヤマダ）および22時台のIN THE GROOVE（日曜20時台に移動して継続）（DJ:週替わり）の後番組として移動し、1時間拡大。移動前の時間帯には、新番組RELAXIN' PORTER（17:00 - 18:00, DJ:川島郁子）を編成。
- 2015年1月4日 - 2015年3月29日: 日曜21:00 - 22:00
  - 22時台にVOICE CHALLENGE（DJ:声優魂京都大会入賞者）放送開始に伴い、1時間短縮。
- 2015年4月5日 - : 日曜6:00 - 7:00
  - 2015年4月の番組改編に伴い、α-MEZAMMIN' JAZZ（平日5時台に移動して継続, ノンDJ）の後番組として移動。移動前の時間帯にはIMAGINARY LINE（新番組, DJ:岡村詩野）を編成。

## 番組内容
- K-POPを中心に、現在のHIT曲からマニアックなものまで幅広くオンエアする。
- 京都のレコード店でのKーPOPチャートを紹介したり、アーティストのゲストやコメントを織り交ぜる。
- 公開予定の韓国映画やドラマDVDを紹介するコーナーや、ソウルを中心に現在の街ネタや季節ネタを紹介するコーナーなどなどK-POPを核に、「映画」「ドラマ」「観光」「言語」と多岐に渡り、韓国文化を紹介していく。